# Mario Cognigni
Mario Cognigni (Civitanova Marche, 8 agosto 1958) è un dirigente sportivo italiano.

## Biografia
Dal 1985 lavora in uno studio di commercialisti con sede a Civitanova Marche, anno in cui cominciò la collaborazione con il gruppo Della Valle, occupandosi di consulenza fiscale ed amministrativa.
Nel settembre 2006, fu eletto vicepresidente della Fiorentina. Il 24 settembre 2009, con le dimissioni di Andrea Della Valle, assume la carica di presidente della società fino al 6 giugno 2019 quando la società è stata ceduta all'imprenditore italo-americano Rocco Commisso.
Il 24 luglio 2014 diventa consigliere della Lega di Serie A.